# 610-es évek
Évszázadok: 6. század – 7. század – 8. század
Évtizedek: 560-as évek – 570-es évek – 580-as évek – 590-es évek – 600-as évek – 610-es évek – 620-as évek – 630-as évek – 640-es évek – 650-es évek – 660-as évek
Évek: 610 611 612 613 614 615 616 617 618 619

## Események
- Hérakleiosz bizánci császár (610–641) újjászervezi a Bizánci Birodalmat. A római „imperator” címet az ógörög „baszileusz” (király) névvel helyettesíti. Meghonosítja a perzsa mintájú uralkodókultuszt.
- Hérakleiosz meghonosítja Bizáncban a szentképek imádatát, az ikonok kultuszát.